# Venczel Vera-emlékdíj

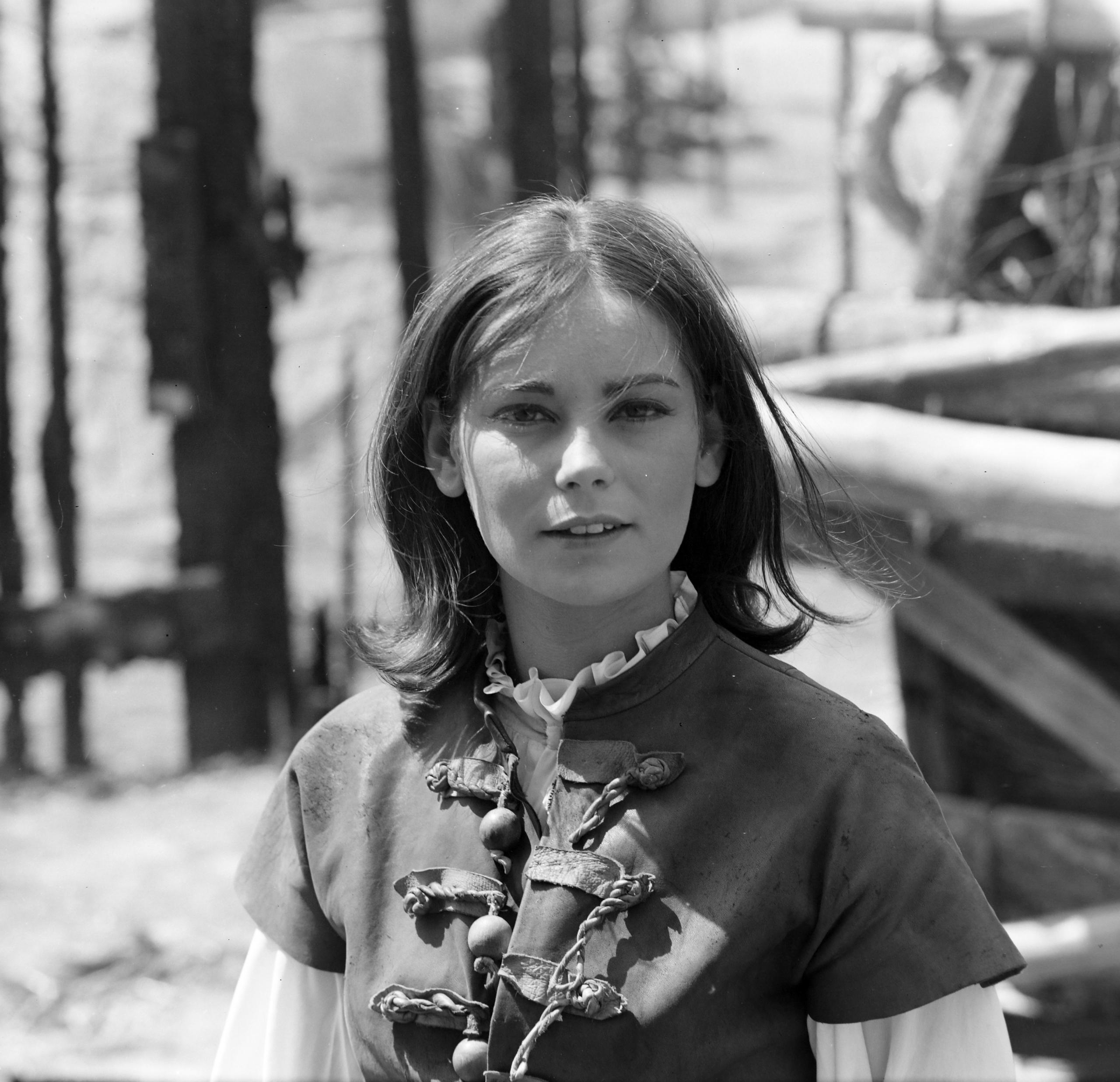
Venczel Vera az Egri csillagok című film forgatásán

A Venczel Vera-emlékdíjjal minden páros évben az évad legjobb díszlettervezőjét, páratlan évben a legjobb jelmeztervezőjét jutalmazzák. A díjat a 2021-ben elhunyt Venczel Vera özvegye (Czapp György) alapította a Vígszínház kiváló színésznőjének az emlékére. A díjat először 2022-ben a Vígszínház évadzáró ülésén adták át.

## Díjazottak
- 2022 – Pater Sparrow
- 2023 – Nagy Fruzsina[2]
- 2024 – Auer Alexandra, Keresztes Tamás[3]
- 2025 – Kálmán Eszter[4]